# آدریان آوالوس
آدریان آوالوس (انگلیسی: Adrian Ávalos؛ زادهٔ ۲۵ نوامبر ۱۹۷۴) بازیکن فوتبال اهل آرژانتین است.
از باشگاه‌هایی که در آن بازی کرده‌است می‌توان به باشگاه فوتبال اتلتیکو هوراکان اشاره کرد.